# Medalla Henry Draper

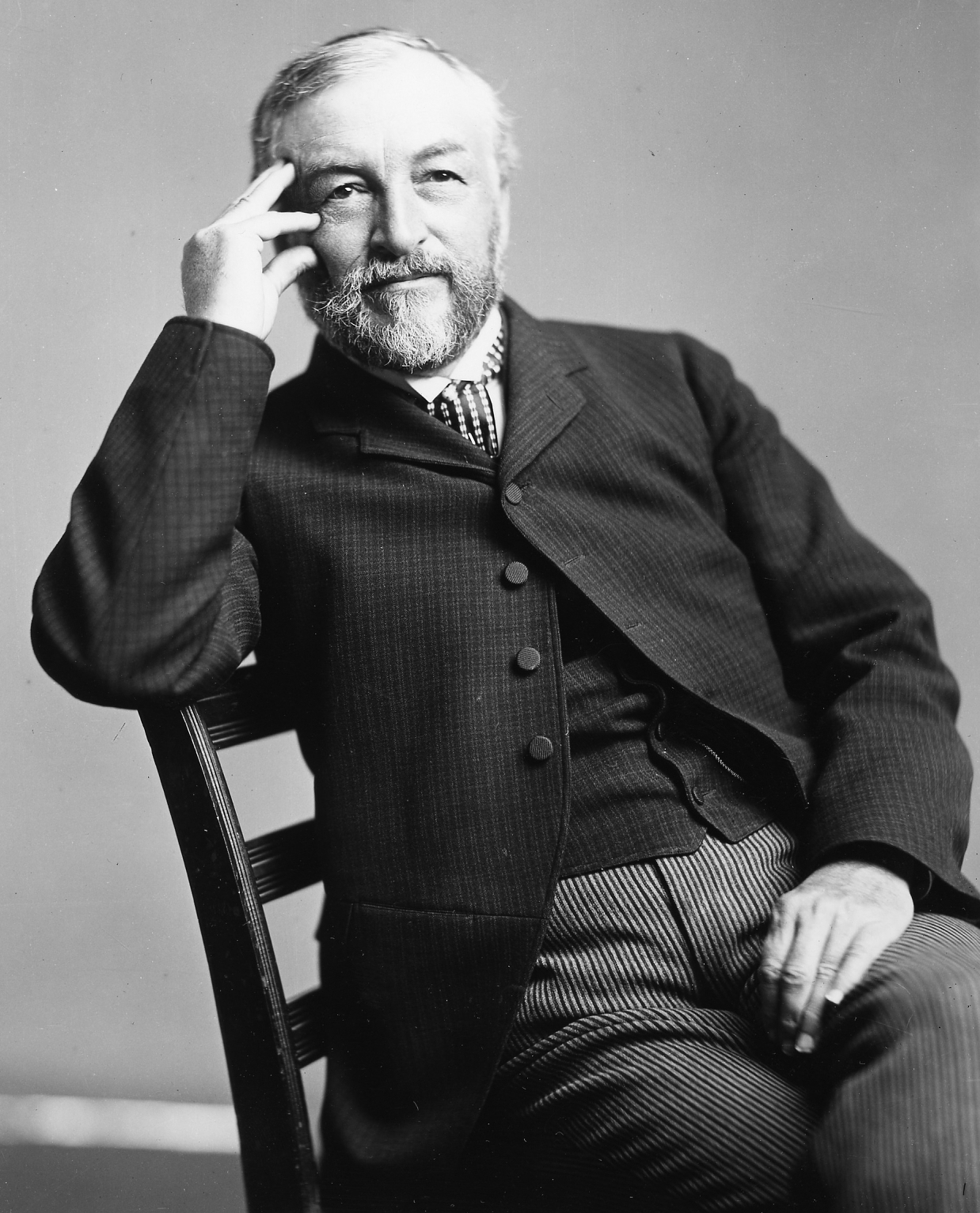
Samuel Pierpont Langley, quien fue el primer receptor de la medalla en 1886 "por sus numerosas investigaciones de gran mérito en física solar, y especialmente en el dominio de la energía radiante"

La Medalla Henry Draper es otorgada cada 4 años por la Academia Nacional de Ciencias de los Estados Unidos "por investigaciones en astrofísica". Llamada así por Henry Draper, la medalla se otorga con un premio de 15.000 dólares. Se estableció mediante el Fondo Draper por la viuda de Henry Draper, Anna Draper, en honor a su esposo, Fue entregada por primera vez en 1886 a Samuel Pierpont Langley "por sus numerosas investigaciones de gran mérito en física solar, y especialmente en el dominio de la energía radiante".
La medalla ha sido otorgada a varias personas en el mismo año: en 1977 fue otorgada a Arno Allan Penzias y a Robert Woodrow Wilson "por su descubrimiento de la radiación de fondo de microondas (un remanente del universo muy temprano), y su papel principal en el descubrimiento de moléculas interestelares"; en 1989 a Riccardo Giovanelli y a Martha P. Haynes "por la primera vista tridimensional de algunas de las notables estructuras filamentosas a gran escala de nuestro universo visible"; en 1993 a Ralph Asher Alpher y a  Robert Herman "por su perspicacia y habilidad para desarrollar un modelo físico de la evolución del universo y al predecir la existencia de una radiación de fondo de microondas años antes de que esta radiación se descubriera por casualidad" y en 2001 a R. Paul Butler y Geoffrey Marcy" por sus investigaciones pioneras de planetas que orbitan otras estrellas a través de velocidades radiales de alta precisión".

## Galardonados
Los galardonados con esta medalla han sido:
(Fuente: Academia Nacional de Ciencias)
| Año  | Nombre                                     | Motivo | Ref           |
| ---- | ------------------------------------------ | --- | ------------- |
| 1886 | Samuel Pierpont Langley                    | "Por sus numerosas investigaciones de un alto orden de mérito en física solar, y especialmente en el dominio de la energía radiante | [ 1 ]         |
| 1888 | Edward Charles Pickering                   | "Por su trabajo en fotometría estelar, fotografía estelar y fotografía de espectro estelar" | [ 1 ]         |
| 1890 | Henry Augustus Rowland                     | "Por sus investigaciones sobre el espectro solar, así como por sus investigaciones en física astronómica" | [ 10 ]        |
| 1893 | Hermann Carl Vogel                         | "Por sus observaciones espectroscópicas sobre el movimiento de las estrellas en la línea de visión y otras investigaciones afines" | [ 10 ]        |
| 1899 | James Edward Keeler                        | "Por sus investigaciones en astronomía espectroscópica" | [ 11 ]        |
| 1901 | William Huggins                            | "Por sus investigaciones en física astronómica" | [ 12 ]        |
| 1904 | George Ellery Hale                         | "Por sus investigaciones de fenómenos solares, estudios de espectros estelares, edición del Astrophysical Journal y la dirección del Observatorio Yerkes" | [ 13 ]        |
| 1906 | William Wallace Campbell                   | "Por sus observaciones e investigaciones relacionadas con los movimientos de las estrellas en la línea de visión, sus mejoras en los métodos para medir tales movimientos, sus discusiones sobre las conclusiones que se pueden extraer de ellos y la organización del trabajo en este campo en el hemisferio sur " | [ 14 ]        |
| 1910 | Charles Greeley Abbot                      | "Por sus investigaciones sobre la región infrarroja del espectro solar y sus mediciones precisas, mediante dispositivos mejorados, de la 'constante' solar de radiación" | [ 15 ]        |
| 1913 | Henri-Alexandre Deslandres                 | "Por sus investigaciones en física solar y estelar" | [ 16 ]        |
| 1915 | Joel Stebbins                              | "En reconocimiento a su trabajo sobre la aplicación de la célula de selenio a la fotometría estelar" | [ 17 ]        |
| 1916 | Albert Abraham Michelson                   | "Por sus numerosas e importantes contribuciones a la espectroscopia y la física astronómica" | [ 18 ]        |
| 1918 | Walter Sydney Adams                        | "Por descubrir y desarrollar un método para determinar las distancias de las estrellas por medio de un espectrógrafo" | [ 19 ]        |
| 1919 | Charles Fabry                              | "En reconocimiento a sus investigaciones en física y astronomía, principalmente por medio de interferómetros" | [ 20 ]        |
| 1920 | Alfred Fowler                              | "Por sus investigaciones en espectroscopía celeste y de laboratorio, que han llevado a un valioso aumento de nuestro conocimiento de las manchas solares, los cometas y las estrellas, especialmente de las estrellas rojas del Tipo III de Secchi" | [ 21 ]        |
| 1921 | Pieter Zeeman                              | "Por su descubrimiento del llamado efecto Zeeman y por su aplicación en la magneto-óptica" | [ 22 ]        |
| 1922 | Henry Norris Russell                       | "Por sus contribuciones extraordinariamente valiosas al conocimiento del orden de la evolución estelar" | [ 23 ]        |
| 1924 | Arthur Stanley Eddington                   | "Por su contribución al conocimiento de las condiciones físicas existentes dentro de las estrellas, y por su interpretación constructiva de la teoría de la relatividad de Einstein aplicada a problemas astronómicos" | [ 24 ]        |
| 1926 | Harlow Shapley                             | "Por sus contribuciones a la ciencia astronómica" | [ 25 ]        |
| 1928 | William Hammond Wright                     | "Por sus investigaciones sobre nebulosas, nuevas estrellas y atmósferas planetarias" | [ 26 ]        |
| 1931 | Annie Jump Cannon                          | "En reconocimiento a su trabajo astronómico, en particular para catalogar los espectros de las estrellas" | [ 27 ]        |
| 1932 | Vesto Slipher                              | "Por sus investigaciones espectroscópicas" | [ 28 ]        |
| 1934 | John Stanley Plaskett                      | "Por sus labores capaces y constantes en velocidades radiales estelares, y estudios relacionados perseguidos enérgicamente durante casi 30 años" | [ 29 ]        |
| 1936 | Kenneth Mees                               | "Por sus fructíferas investigaciones en el proceso fotográfico que han dado emulsiones sensibles al rojo y al infrarrojo del espectro e hicieron posible un gran avance en el conocimiento de esta región tan importante de la energía radiante de las estrellas" | [ 30 ]        |
| 1940 | Robert W. Wood                             | "En reconocimiento a sus contribuciones a la física astronómica; más especialmente a sus investigaciones sobre los espectros y la composición química de las nebulosas gaseosas | [ 31 ]        |
| 1942 | Ira Sprague Bowen                          | "En reconocimiento a sus contribuciones a la física astronómica; más especialmente su trabajo pionero sobre espectros de resonancia, su uso de filtros de color en fotografía astronómica y su desarrollo de métodos para concentrar en alto grado la luz de las rejillas de difracción en los órdenes y regiones deseadas de el espectro " | [ 32 ]        |
| 1946 | Paul W. Merrill                            | "En reconocimiento de sus muchas contribuciones importantes a la física astronómica, en particular las relacionadas con sus investigaciones en espectroscopía estelar" | [ 33 ]        |
| 1948 | Hans Bethe                                 | "En reconocimiento a sus contribuciones a la física astronómica, más particularmente a sus investigaciones sobre la generación de energía en el sol y las estrellas" | [ 34 ]        |
| 1949 | Otto Struve                                | "Por sus contribuciones a la física astronómica" | [ 35 ]        |
| 1951 | Bernard Lyot                               | "Por sus contribuciones a la física solar. El coronógrafo, inventado por Lyot, ha hecho posible la observación continua de la corona interior en todos los días despejados en cualquier lugar adecuado" | [ 36 ]        |
| 1955 | Hendrik C. van de Hulst                    | "Por su trabajo pionero en la radiación de 21 cm de hidrógeno neutro" | [ 37 ] [ 38 ] |
| 1957 | Horace W. Babcock                          | "Por su trabajo original y sobresaliente que condujo al descubrimiento de campos magnéticos en las estrellas y también el campo magnético general del sol" | [ 39 ]        |
| 1961 | Martin Schwarzschild                       | "Por su libro Estructura y evolución de las estrellas y dos documentos," Sobre la masa máxima de estrellas estables "y" Evolución de estrellas muy masivas ", que son contribuciones sobresalientes en el campo de la evolución estelar" | [ 40 ]        |
| 1963 | Richard Tousey                             | "Por sus logros en espectroscopía solar" | [ 41 ]        |
| 1965 | Martin Ryle                                | "Por el desarrollo de un nuevo equipo radiotelescópico que permitió determinar con precisión las posiciones de las numerosas fuentes de radio débiles en el cielo" | [ 42 ]        |
| 1968 | Bengt Edlén                                | "En reconocimiento a sus fructíferas investigaciones en física astronómica, y particularmente por su parte en el descubrimiento y la prueba de temperaturas extremadamente altas en la corona del sol" | [ 43 ]        |
| 1971 | Subrahmanyan Chandrasekhar                 | "Por su liderazgo y grandes contribuciones al campo de la astrofísica" | [ 44 ]        |
| 1974 | Lyman Spitzer                              | "Por su visión y logros distinguidos en astronomía espacial y por sus muchas contribuciones sobresalientes a la física de los plasmas en la tierra y en el medio interestelar" | [ 45 ]        |
| 1977 | Arno Allan Penzias y Robert Woodrow Wilson | "Por su descubrimiento de la radiación cósmica de microondas (un remanente del universo muy temprano), y su papel principal en el descubrimiento de moléculas interestelares" | [ 6 ] [ 7 ]   |
| 1980 | William Wilson Morgan                      | "Por sus investigaciones pioneras en clasificación espectral, que conducen a un nuevo estándar de precisión en nuestro conocimiento de las distancias de las estrellas y la estructura de nuestra galaxia" | [ 46 ]        |
| 1985 | Joseph Taylor                              | "Por sus estudios pioneros de los púlsares, incluidas las mediciones fundamentales de las perturbaciones de la órbita por radiación gravitacional y otros efectos relativistas generales" | [ 47 ]        |
| 1989 | Riccardo Giovanelli y Martha P. Haynes     | "Por la primera vista tridimensional de algunas de las notables estructuras filamentosas a gran escala de nuestro universo visible" | [ 2 ]         |
| 1993 | Ralph Asher Alpher y Robert Herman         | "Por su perspicacia y habilidad para desarrollar un modelo físico de la evolución del universo y para predecir la existencia de una radiación de fondo de microondas años antes de que esta radiación fuera descubierta por casualidad; a través de este trabajo fueron participantes en uno de los principales logros intelectuales del siglo XX " | [ 8 ]         |
| 1997 | Bohdan Paczynski                           | "Por sus contribuciones de época a la comprensión de los estallidos de rayos gamma, la evolución de las estrellas binarias, y especialmente la lente gravitacional y la microlente de la luz de objetos distantes" | [ 48 ] [ 49 ] |
| 2001 | R. Paul Butler y Geoffrey Marcy            | "Por sus investigaciones pioneras de planetas que orbitan alrededor de otras estrellas a través de velocidades radiales de alta precisión. Han demostrado que existen muchos otros sistemas planetarios en el universo" | [ 9 ]         |
| 2005 | Charles L. Bennett                         | "Por su contribución a la determinación precisa de la edad, la composición y la curvatura del universo a través de su liderazgo en la misión de fondo cósmico de microondas WMAP [Wilkinson Microwave Anisotropy Probe] de la NASA" | [ 5 ] [ 50 ]  |
| 2009 | Neil Gehrels                               | "Por sus contribuciones pioneras a la astronomía de rayos gamma. Su liderazgo del Observatorio de rayos gamma Compton y la Misión Swift ha llevado a nuevas ideas sobre la física extrema de los núcleos galácticos activos y las explosiones de rayos gamma" | [ 4 ]         |
| 2013 | William J. Borucki                         | "Por su concepto fundador, defensa incansable y liderazgo visionario durante el desarrollo de la misión Kepler de la NASA, que ha descubierto una miríada de planetas y sistemas solares con propiedades inesperadas y sorprendentes". | [ 3 ]         |
| 2017 | Barry C. Barish y Stanley E. Whitcomb      | "Honrando a Barish y Whitcomb, en nombre de la colaboración de LIGO, por sus roles de liderazgo visionarios y fundamentales, orientación científica y diseño de instrumentos novedosos durante el desarrollo de LIGO que fueron cruciales para el descubrimiento de LIGO de ondas gravitacionales de colisiones de agujeros negros, validando así directamente La predicción de 100 años de Einstein de ondas gravitacionales y el comienzo de un nuevo campo de astronomía de ondas gravitacionales ". | [ 3 ] [ 51 ]  |